# Front de la justice et du développement
Ne doit pas être confondu avec Mouvement algérien pour la justice et le développement.
Pour les articles homonymes, voir FJD.
Le Front de la justice et du développement ou FJD (ou El-Adala, en arabe : جبهة العدالة والتنمية) est un parti algérien créé officiellement le 10 février 2012 lors d'un congrès constitutif à Alger en présence de plus de six mille délégués nationaux sans compter les sympathisants. 
Le parti porte une idéologie islamiste réformiste. Le congrès a choisi Abdallah Djaballah comme président du Front pour un mandat de six ans.
Lors du congrès du 3 février 2018, Djaballah est reconduit président du mouvement pour un mandat de cinq ans.